# 「闇」へ
『「闇」へ』（やみへ、Taxi to the Dark Side）は、アレックス・ギブニー監督による2007年のアメリカ合衆国のドキュメンタリー映画である。2002年にアメリカ兵がアフガニスタンのタクシー運転手を拷問死させた事件を扱っている。第80回アカデミー賞では長編ドキュメンタリー映画賞を受賞した。

## 公開
2007年4月28日、ニューヨークのトライベッカ映画祭でプレミア上映された。2007年10月9日、NHK-BSで「米国“闇”へ」の題名で短縮版が放送された。2009年2月10日、アムネスティ・インターナショナル日本の主催により、『タクシー・トゥ・ザ・ダークサイド』の題名でアテネ・フランセ文化センターで上映された。

## 評価
Rotten Tomatoesでは91件のレビューで支持率は100%となった。
『Premiere』では2008年の映画で5位、『Seattle Post-Intelligencer』のビル・ホワイトは7位とした。
第80回アカデミー賞では長編ドキュメンタリー映画賞を受賞し、アレックス・ギブニーとエヴァ・オーナーへオスカー像が贈られた。